# Avril 1836

## Événements
- États-Unis : fin de la révolution texane.
- Début de la publication mensuelle Les Papiers posthumes du Pickwick Club (The Posthumous Papers of the Pickwick Club) de Charles Dickens.
- 1er avril, France : Alexis de Tocqueville publie dans la London and Westminster Review, un long article, « L'état social et politique de la France avant et après 1789 », qui est sa première étude sur l'Ancien Régime et la Révolution française.
- 21 avril : les forces texanes de Sam Houston battent l’armée mexicaine et capturent Santa Anna à la bataille de San Jacinto. fin de la révolution texane.
- 25 avril : Abd el-Kader organise une contre-offensive et bat les troupes du général d'Arlanges sur la Tafna. Un corps expéditionnaire commandé par le général Bugeaud est envoyé de France pour dégager le camp français établi à l’embouchure du Tafna.
- 28 avril :  François Guizot est élu à l'Académie française. 28 voix sur 29 votants.

## Décès
- 7 avril : William Godwin, philosophe politique et romancier anglais, à Londres (° 1756).